# Cursorius
Cursorius là một chi chim trong họ Glareolidae.

## Hình ảnh

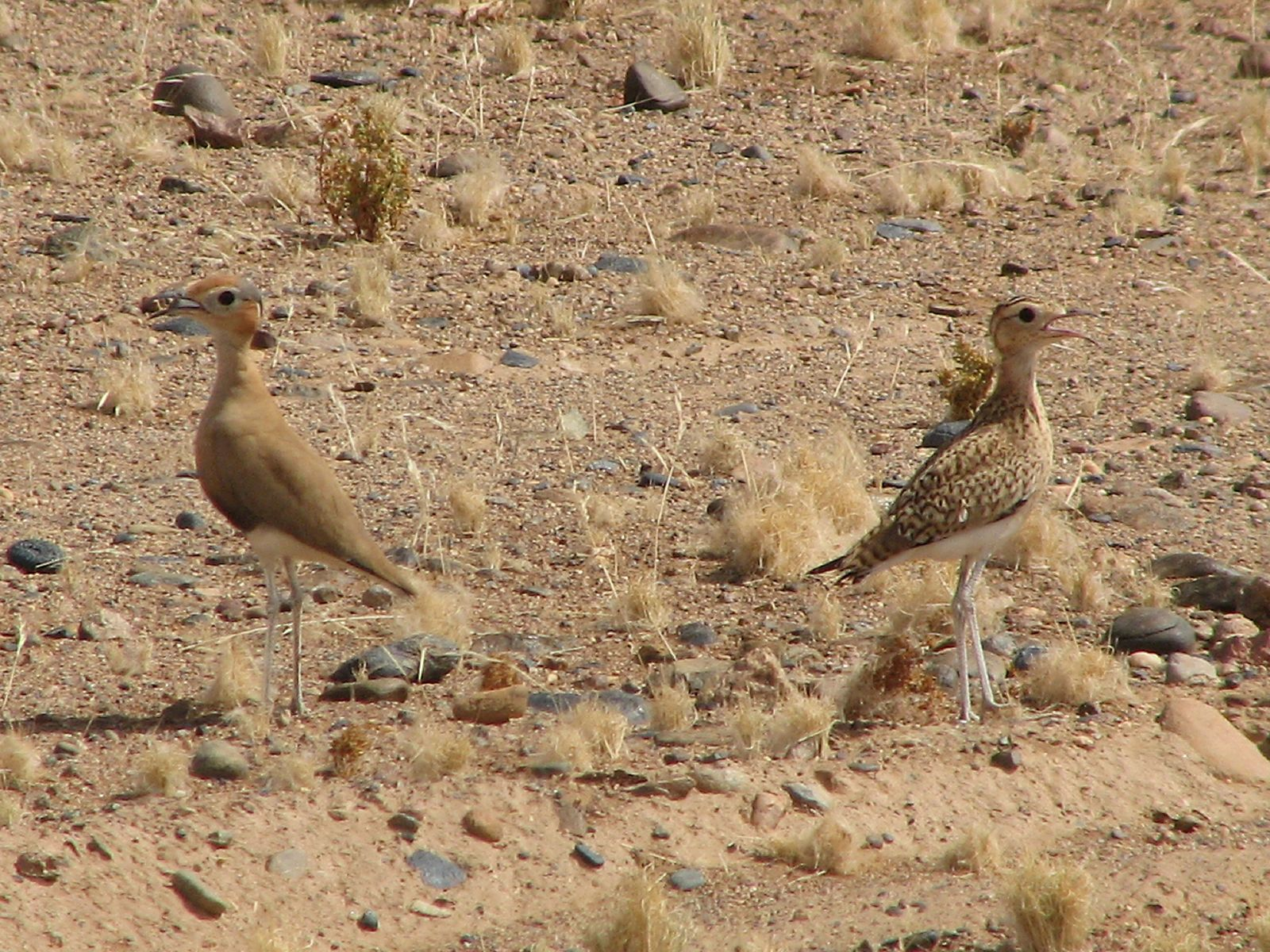
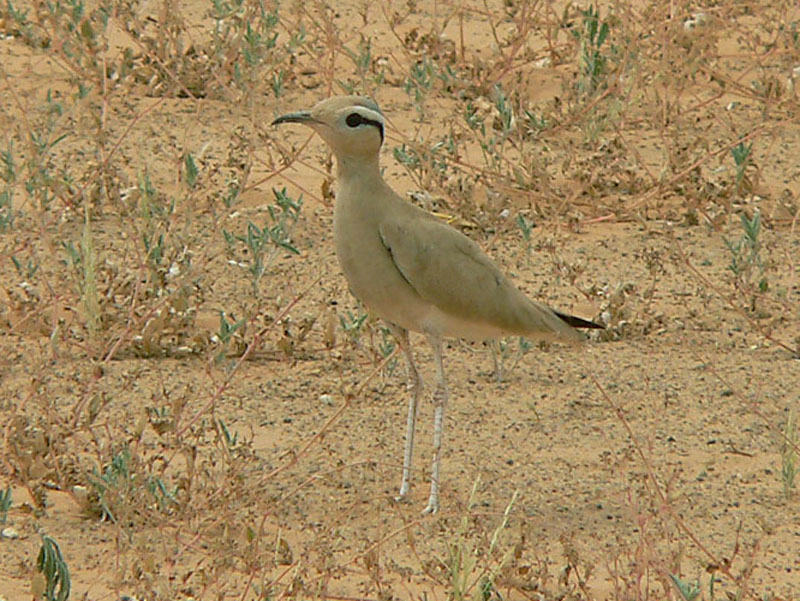
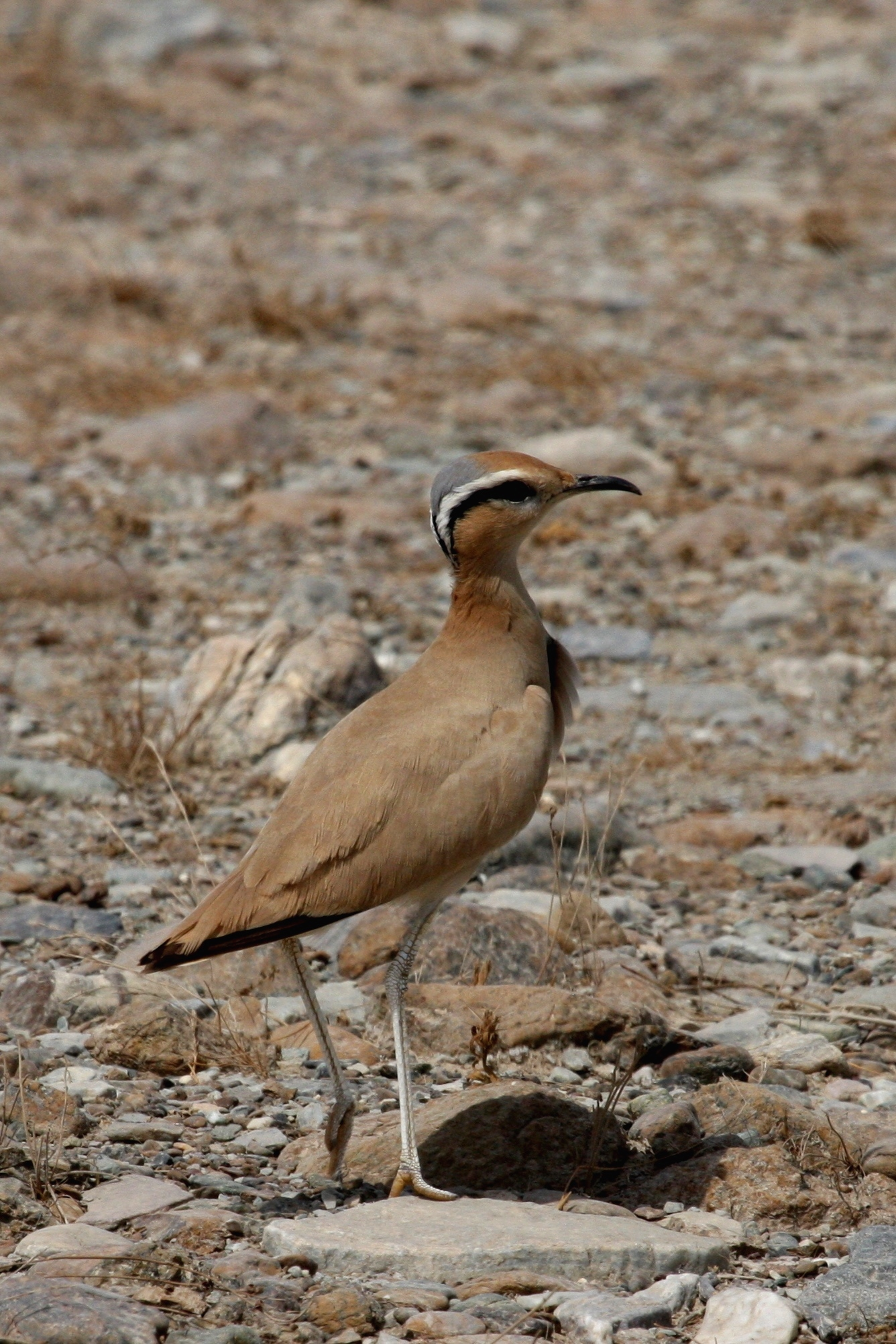
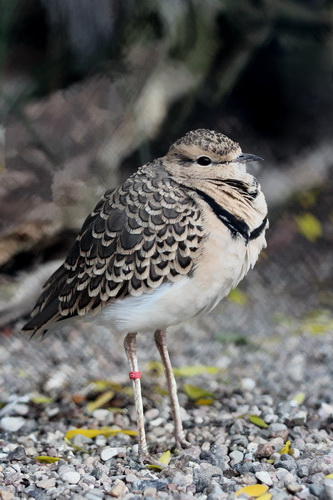
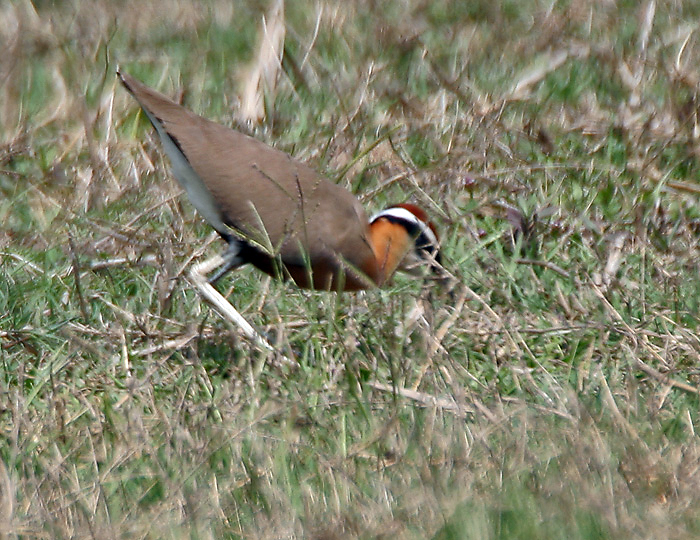